# Tigrane III
Tigrane III d'Armenia (fl. I secolo a.C.) è stato un sovrano della dinastia armena degli Artassidi e governò sul regno d'Armenia dal 20 a.C. al 8 a.C.
Figlio di re Artavaside II (fatto prigioniero da Marco Antonio e giustiziato ad Alessandria d'Egitto dalla regina Cleopatra), venne portato a Roma dall'Egitto e crebbe sotto la protezione di Ottaviano Augusto.
In questa fase della sua storia, il regno d'Armenia era conteso dai Romani e dai Parti in quanto, per la sua posizione geografica, era una regione dal valore strategico importantissimo. La dinastia degli Artassidi, di cui era discendente Tigrane III d'Armenia, fu testimone del lungo altalenarsi di influenze e vere e proprie ingerenze di Roma e del regno dei Parti nella loro politica interna.
Suo padre Artavaside II fu il simbolo emblematico di questo continuo conflitto di interessi, alleandosi in alternanza con Romani e Parti, e cambiando velocemente fronte quando una delle due parti sembrava prevalere sull'altra. Anche l'incoronazione di suo fratello Artaxias fu il frutto dell'ingerenza dei Parti sul trono di Armenia, e la sua stessa elezione a re d'Armenia, dopo l'uccisione di Artaxias II, fu frutto del riaffermato controllo romano sul regno armeno.
In questa precisa fase del conflitto fra Romani e Parti per il controllo dell'Armenia, la sorte del regno fu affidata alla politica di Ottaviano Augusto, il quale intese risolvere l'instabilità del regno insediando un sovrano legittimo locale che però fosse fedele al volere di Roma. Non esisteva miglior candidato del giovane Tigrane, cresciuto a Roma, che venne insediato dopo una sommossa locale, grazie all'aiuto dell'inviato Romano Tiberio nel 20 a.C. con il nome di Tigrane III d'Armenia.
Ma questa politica nel favorire i sovrani legittimi non diede al regno alcuna stabilità, il regno di Tigrane III fu infatti davvero molto breve, così come quello di suo figlio Tigrane IV d'Armenia che venne spodestato dagli stessi Romani. Con Tigrane III la fase discendente della dinastia Artasside è ormai giunta quasi alla fine.